# 331 av. J.-C.
Cette page concerne l'année 331 av. J.-C. du calendrier julien proleptique.

## Événements
- 20 janvier ou 7 avril : Alexandre fonde Alexandrie en Égypte[1].
- Février : visite d'Alexandre à l'oasis de Siouah[2].
- Printemps : 
  - De retour à Memphis, Alexandre le Grand, roi de Macédoine, reçoit des ambassades des cités grecques venues le féliciter ; après avoir réglé la question de l’administration de l’Égypte (Peucestas et Balacros sont nommés stratèges et Polémon nautarque) et célébré un sacrifice solennel à Zeus, il regagne la ville de Tyr conquise un an plus tôt. Il y reçoit une délégation d’Athènes qui implore et obtient la libération des prisonniers athéniens qui avaient combattu dans les rangs perses lors de la bataille du Granique[3].
  - À la mort du gouverneur de Samarie, Sanballât, Parménion nomme Andromachos gouverneur grec de Samarie ou de Cœlé-Syrie (332). Cette nomination est mal accueillie par les Samaritains qui s’emparent d’Andromachos et le brûlent vif. À son retour d’Égypte, Alexandre marche sur Samarie, et après avoir châtié les assassins du préfet, il nomme Memnon à la place d’Andromachos[4]. Les représailles d’Alexandre contre Samarie, transformée en une colonie de vétérans macédoniens, et la construction du temple sur le mont Garizim expliquent la renaissance de Sichem au début de l’Époque hellénistique[5].
- Fin du printemps/début de l’été : 
  - Alexandre quitte Tyr et remonte vers le nord afin de rencontrer son adversaire Darius III[3].
  - Révolte du stratège macédonien de Thrace contre Antipater[6]. Le roi de Sparte Agis III assiège Mégalopolis et défait le chef macédonien Corragos. Antipater obtient la soumission de la Thrace, puis descend dans le Péloponnèse et vainc Agis à la bataille de Megalopolis. Agis est tué[7] (probablement à la fin de l’automne ou au début de l’hiver[6]).

- 27 juillet (1er juillet du calendrier romain) : début à Rome du consulat de Caius Valerius Potitus Flacus et Marcus Claudius Marcellus. Affaire des matrones : cent soixante-dix dames romaines, accusées d’avoir empoisonné des dignitaires, sont punies ; selon Tite-Live, il s’agirait plus probablement d’une épidémie à l’origine de décès en série. Cnaeus Quintilius Varus est nommé dictateur pour conjurer des empoisonnements causés par les matrones en plantant solennellement un clou au temple de Jupiter capitolin[8].
  - Traité de Rome avec les Gaulois Sénons (332-331 av. J.-C.)[9].

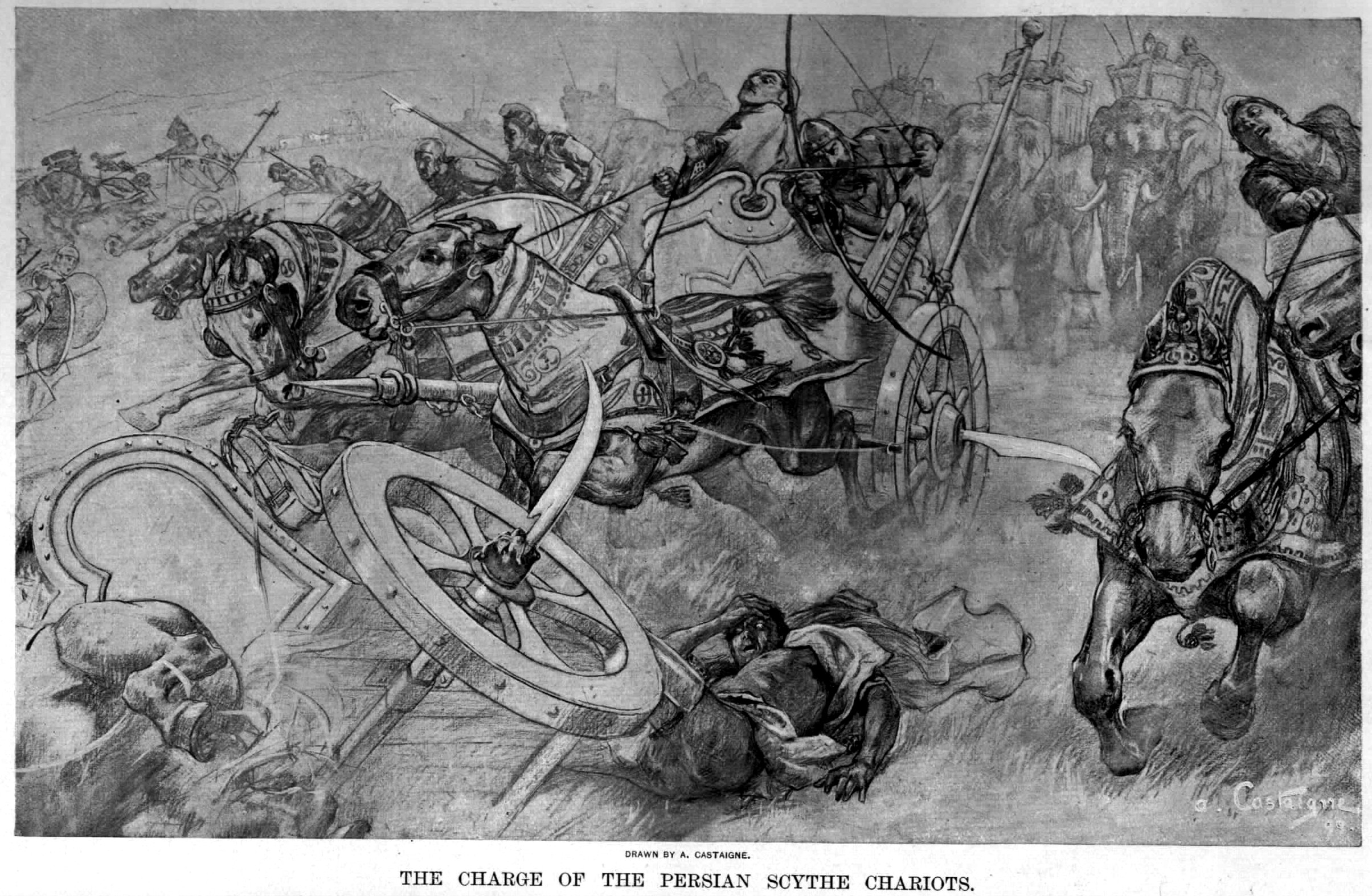
La charge des chars scythes lors de la bataille de Gaugamèles, par André Castaigne

- Fin juillet/début août : Alexandre franchit l’Euphrate à Thapsaque[3].
- 20 septembre : Alexandre le Grand franchit le Tigre[3].
- 20-21 septembre : éclipse lunaire[10],[11].
- 1er octobre : Alexandre défait le roi perse Darius III à la bataille de Gaugamèles[3].
  - Alexandre est proclamé roi d'Asie. Il entre à Babylone où il est accueilli en libérateur. Il honore les dieux du pays et nomme satrape de Babylonie le Perse Mazaios. Suse tombe sans résistance. Alexandre y retrouve le butin que Xerxès avait pris à Athènes et le renvoie aux Athéniens. En marchant sur Persépolis, il se heurte à un peuple montagnard, les Uxiens, puis au satrape Ariobarzanès, et subit de lourdes pertes (janvier 330). Il livre Persépolis au pillage de ses troupes et y passe l’hiver[3].
  - après Gaugamèles, Mithrénès, un Perse rallié qui en 334 av. J.-C. avait livré à Alexandre la forteresse de Sardes, est nommé satrape d’Arménie[12].

- Olympias, en conflit avec Antipater, s’exile en Épire[13].

- Le neveu d'Aristote, Callisthène, explore le haut Nil en Égypte afin d’étudier le régime du fleuve[14].
- En Chine, les forces de Qin font prisonnière l’armée de Wei. 80 000 hommes sont décapités[15].

## Naissances en 331 av. J.-C.
- Hérophile, médecin grec.

## Décès en 331 av. J.-C.
- Agis III, roi de Sparte.
- Alexandre le Molosse, roi d'Épire, assassiné à Pandosia, en Italie.